# Kobylanka (Mazovie)
Pour les articles homonymes, voir Kobylanka.
Kobylanka (prononciation : [kɔbɨˈlanka]) est un village polonais de la gmina de Dobre dans le powiat de Mińsk de la voïvodie de Mazovie dans le centre-est de la Pologne.
Il se situe à environ 4 kilomètres au nord-est de Dobre (siège de la gmina), 21 kilomètres au nord-est de Mińsk Mazowiecki (siège du powiat) et à 50 kilomètres à l'est de Varsovie (capitale de la Pologne).

## Histoire
De 1975 à 1998, le village appartenait administrativement à la voïvodie de Siedlce.